# Кольчём
Кольчём — село в Ульчском районе Хабаровского края. Входит в состав Солонцовского сельского поселения.

## Население
| 2002 | 2010 | 2011 | 2012 | 2021 |
| ---- | ---- | ---- | ---- | ---- |
| 122  | ↘65  | →65  | ↘57  | ↘29  |